# Cothurnocystis
Genre
Espèces de rang inférieur
- † C. americana Ubachs, 1963[1]
- † C. bifida
- † C. curvata[2]
- † C. elizae Bather, 1913[2]
- † C. fellinensis Ubachs, 1969

Cothurnocystis est un genre éteint de petits échinodermes asymétriques qui ont vécu pendant l'Ordovicien. Ces espèces avaient un corps plat en forme de faucille comportant un appendice mince en forme de tige, analogue à un pédoncule ou une queue. Des fossiles de trois espèces de Cothurnocystis ont été trouvés au Nevada, en Écosse, en République tchèque, en France et au Maroc.

## Systématique
La position des Stylophores, dont Cothurnocystis est un représentant, a été sujette à discussions entre scientifiques : plusieurs articles décrivent la « queue » comme une notocorde structurellement très basique et considèrent par conséquent que les Stylophores comme un groupe de chordés primitifs, que ces articles appellent « Calcichordata ». Toutefois, ces animaux sont considérés comme des échinodermes ou apparentés, car leur test est similaire en structure et en composition aux tests des échinodermes. Cependant, les stylophores sont des organismes dépourvus de la symétrie radiale typique de la plupart des échinodermes ou de la symétrie bilatérale des cordés.

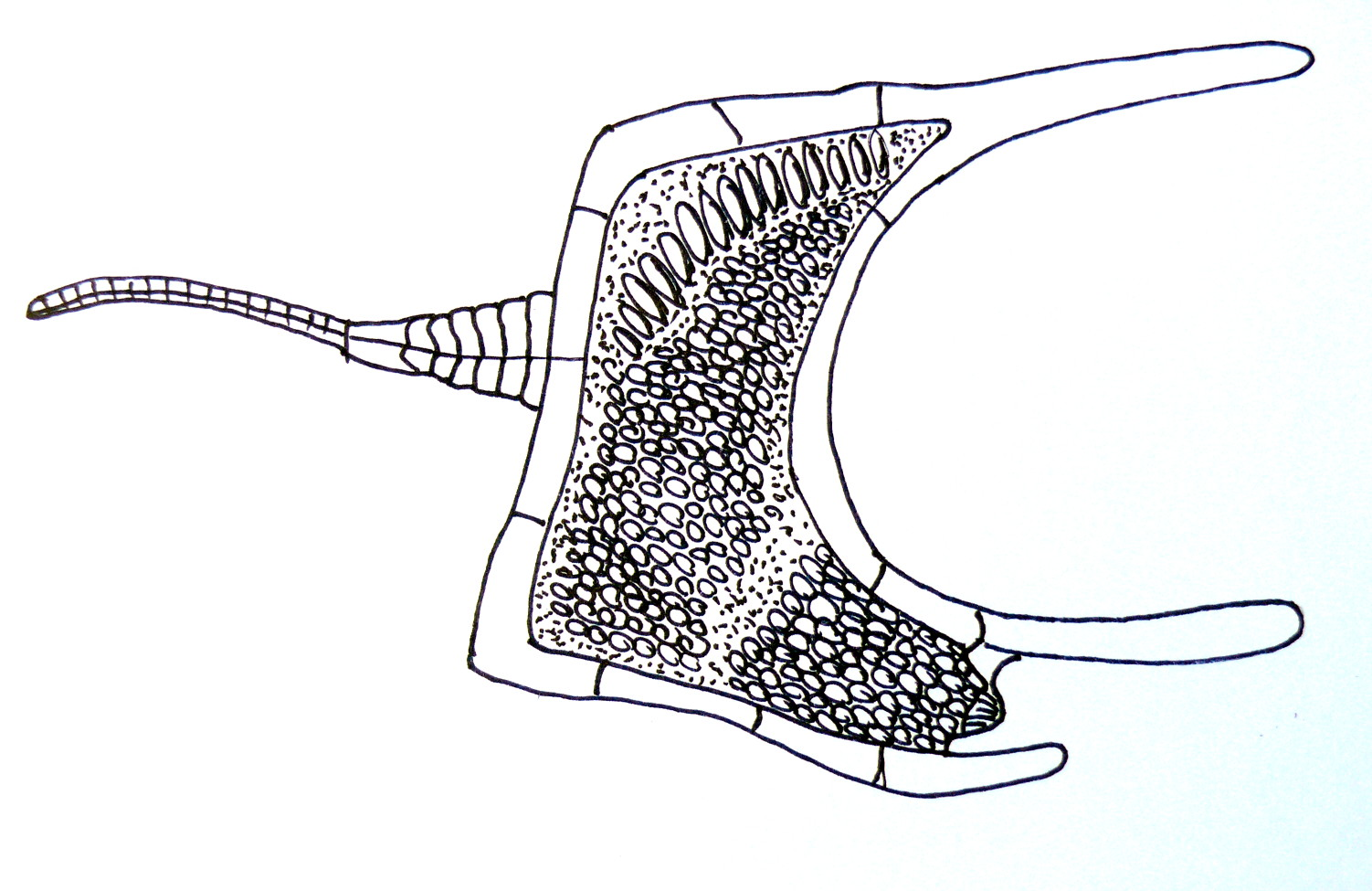
Restitution paléoartistique de Cothurnocystis elizae.

## Étymologie
- Cothurnocystis americana fait référence au continent où il a été trouvé.
- Cothurnocystis curvata doit son nom à la forme incurvée de sa thèque[2].
- Cothurnocystis elizae rend hommage à Elizabeth Gray, qui a collecté les spécimens sur lesquels la description de cette espèce est basée[2].

## Distribution
- Cothurnocystis americana est connu de l'Ordovicien inférieur du Nevada (Trémadocien le plus bas, formation de Whipple Cave, près de Lund, comté de White Pine)[1].
- Cothurnocystis curvata se trouve à l'Ordovicien supérieur de l’Écosse (Starfish Bed du Drummock Group, Dicellograptus anceps-zone, Thraive Glen, Girvan, Ayrshire)[2].
- Cothurnocystis elizae a été collecté dans l'Ordovicien inférieur du Maroc (Trémadocien le plus élevé au Floïen moyen, région de Zagora), l'Ordovicien supérieur d'Écosse (Starfish Bed of the Drummock Group, zone à Dicellograptus anceps, Thraive Glen, Girvan, Ayrshire)[2].
- Cothurnocystis fellinensis se trouve dans l'Ordovicien inférieur de France (formation de Saint-Chinian, Montagne Noire)[4].

## Description
Le corps de Cothurnocystis elizae se compose d'un calice (ou thèque) et d'une tige (« queue » ou « pied »). La thèque est en coussin, en forme de botte et asymétrique. Les bords des côtés plats de la thèque semblent être constitués de quatorze éléments, onze définissant le contour de la thèque, et trois sont des pièces d'« angle », l'un formant un « orteil »-pointe, un second un « talon »-pointe et un troisième une « lèvre »-pointe. Le côté dit « avers » (« orteil » pointant vers la gauche), est recouvert d'un tégument mince, tandis que du côté « revers » le tégument est interrompu par une « entretoise » formée par une branche d'un élément près de l'attache de la tige, et une branche d'un élément au sommet de la thèque. Approximativement de la fixation de la tige à la pointe « orteil », se trouve une structure rappelant une trachée, qui a été interprétée comme une série de fentes dans le tégument. L'attachement de la tige semble se composer de quatre ensembles d'éléments gauche et droit, se rétrécissant plus loin de la thèque. Plus bas, les éléments simples et uniformes de la tige semblent comparables à l'anatomie des tiges scellées. Le « cou-de-pied » de la botte semble tenir à la fois la bouche et l'anus.